# Кикош Михайло Іванович
Михайло Іванович Кикош (також Кікош; народився 5 жовтня 1919 с., тепер м. Носівка — 1949, м. Ніжин) — радянський військовик українського походження, учасник Другої світової війни; Герой Радянського Союзу (1943).

## Біографія
Михайло Іванович Кикош народився в 1919 році в селі, тепер місті Носівці Чернігівської області.
В армії служив з листопада 1939 року. У боях проти німців брав участь з 22 червня 1941 року на Південно-Західному фронті. З 5 жовтня 1942 року — на Сталінградському фронті, а з 10 лютого 1943 року — на Центральному.
15 жовтня 1943 року при форсуванні Дніпра в Лоєвському районі Гомельської області, М. І. Кикош, бувши командиром стрілецької роти 120-го стрілецького полку Червонопрапорної Севської стрілецької дивізії, входив до складу десантної групи і з першими підрозділами полку переправив свою роту на західний берег річки, де під сильним артилерійсько-мінометним вогнем гітлерівців підняв роту в атаку.
У рукопашному бою рота вибила ворога з усіх трьох ліній ворожих окопів і успішно відбила три його контратаки, чим полегшила можливість усієї десантної групи закріпитися на завойованому плацдармі. За цей подвиг 30 жовтня 1943 року старшому лейтенантові Михайлу Івановичу Кикошу присвоєне звання Героя Радянського Союзу.
В 1949 році М. І. Кикош помер у місті Ніжині і був похований на Троїцькому кладовищі. В 1976 році, замість старого обеліска, встановили стелу з мармурової крихти (автор невідомий).

## Джерело
- Ніжин. Із глибини віків... Матеріали з краєзнавства Ніжина. (автор та упорядник Л. Б. Петренко)., Ніжин: «Аспект-Поліграф», 2008. — с. 367